# Roemenië op de Olympische Winterspelen 2010

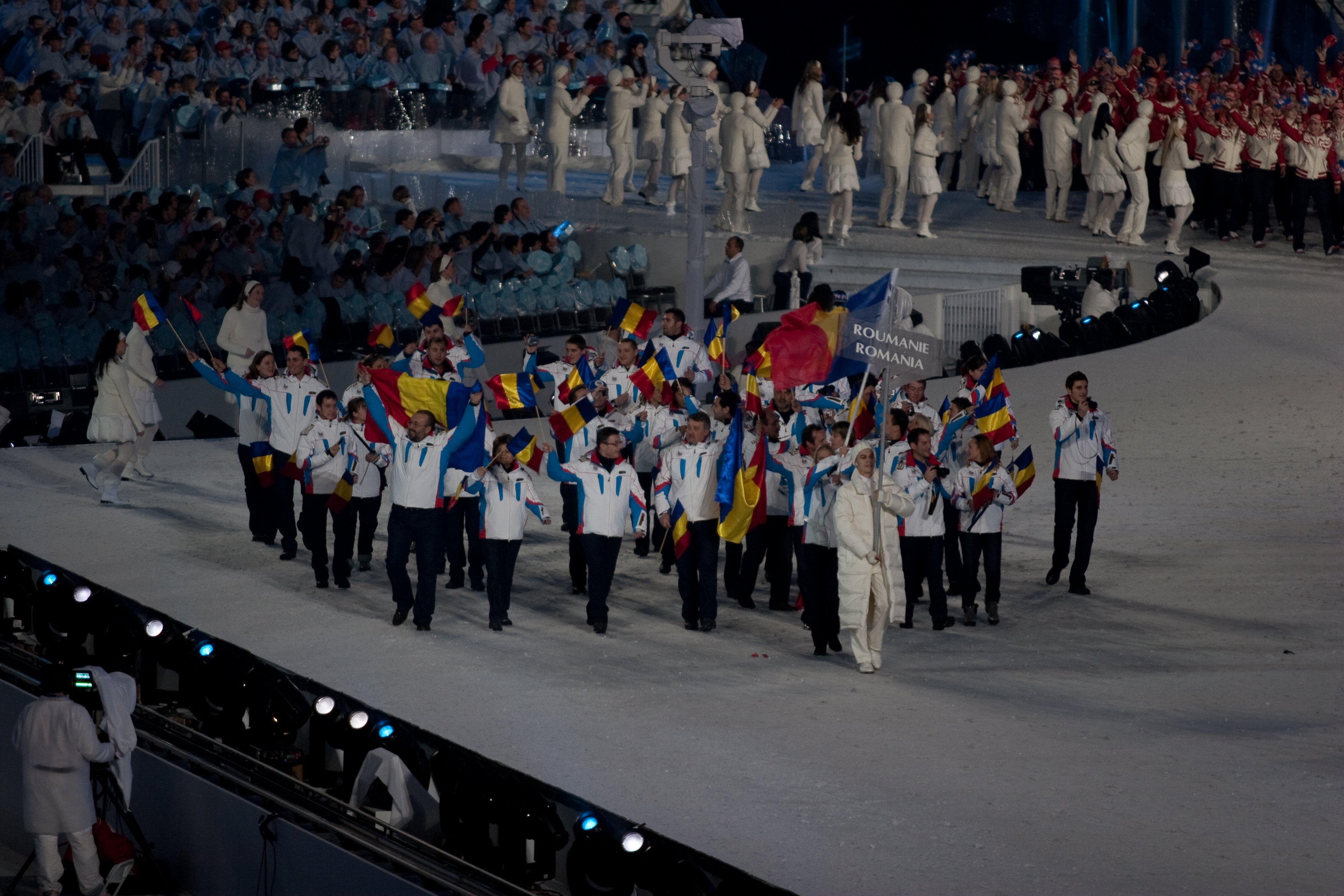
Het team van Roemenië bij de opening

Tijdens de Olympische Winterspelen van 2010, die in Vancouver (Canada) werden gehouden, nam Roemenië voor de negentiende keer deel aan de Winterspelen.

## Deelnemers en resultaten
(m) = mannen, (v) = vrouwen 

### Alpineskiën
| Olympiër         | Discipline       | Resultaat | Prestatie                          |
| ---------------- | ---------------- | --------- | ---------------------------------- |
| Dragos Staicu    | afdaling (m)     | DNF       | opgave                             |
| Ioan-Gabriel Nan | reuzenslalom (m) | 49e       | 2.50,01 (+12,18) — 1.23,86+1.26,15 |
| Ioan-Gabriel Nan | slalom (m)       | DNF-1     | opgave run 1                       |
|                  |                  |           |                                    |
| Edith Miklos     | afdaling (v)     | DNF       | opgave                             |
| Edith Miklos     | super G (v)      | DNF       | opgave                             |
| Edith Miklos     | slalom (v)       | DNS       | niet gestart                       |

### Biatlon
| Olympiër                                              | Discipline              | Resultaat | Prestatie |
| ----------------------------------------------------- | ----------------------- | --------- | --- |
| Dana Plotogea                                         | 7,5 km sprint (v)       | 49e       | 22.12,3 (+2.16,7) pen.: 0 (0 + 2)                                                                             |
| Dana Plotogea                                         | 10 km achtervolging (v) | 52e       | 36.38,8 (+6.22,8) pen.: 3 (0 + 0 + 2 + 1)                                                                     |
| Dana Plotogea                                         | 15 km individueel (v)   | 81e       | 51.01,1 (+10.08,3) pen.: 7 (1 + 3 + 1 + 2)                                                                    |
| Mihaela Purdea                                        | 7,5 km sprint (v)       | 39e       | 21.52,2 (+1.56,6) pen.: 1 (0 + 1)                                                                             |
| Mihaela Purdea                                        | 10 km achtervolging (v) | 49e       | 36.08,5 (+5.52,5) pen.: 4 (1 + 0 + 0 + 3)                                                                     |
| Mihaela Purdea                                        | 15 km individueel (v)   | 41e       | 45.27,7 (+4.34,9) pen.: 3 (0 + 2 + 0 + 1)                                                                     |
| Reka Ferencz                                          | 15 km individueel (v)   | 74e       | 48.54,9 (+8.02,1) pen.: 4 (2 + 0 + 1 + 1)                                                                     |
| Alexandra Stoian                                      | 7,5 km sprint (v)       | 85e       | 24.04,6 (+4.09,0) pen.: 4 (3 + 1)                                                                             |
| Eva Tofalvi                                           | 7,5 km sprint (v)       | 14e       | 20.45,1 (+0.49,5) pen.: 0 (0 + 0)                                                                             |
| Eva Tofalvi                                           | 10 km achtervolging (v) | 19e       | 32.26,3 (+2.10,3) pen.: 2 (0 + 1 + 0 + 1)                                                                     |
| Eva Tofalvi                                           | 15 km individueel (v)   | 11e       | 42.43,4 (+1.50,6) pen.: 1 (0 + 0 + 0 + 1)                                                                     |
| Eva Tofalvi                                           | 12,5 km massastart (v)  | 24e       | 38.00,7 (+2.41,1) pen.: 5 (0 + 1 + 2 + 2)                                                                     |
| Dana Plotogea Éva Tófalvi Mihaela Purdea Reka Ferencz | 4×6 km estafette (v)    | 10e       | 1:12.32,9 (+2.56,6) pen.: 0 (0+1 0+6) 18.10,6 (0+0 0+1) 17.47,8 (0+0 0+2) 18.23,2 (0+1 0+3) 18.11,3 (0+0 0+0) |

### Bobsleeën
| Olympiër                                                              | Discipline      | Resultaat | Prestatie                               |
| --------------------------------------------------------------------- | --------------- | --------- | --------------------------------------- |
| Nicolae Istrate Florin Cezar Craciun                                  | tweemansbob (m) | 11e       | 3.29,43 (52,19 / 52,41 / 52,40 / 52,43) |
| Nicolae Istrate Ioan Danut Dovalciuc Ionut Andrei Florin Cezar Craciu | viermansbob (m) | 15e       | 3.28,89 (52,05 / 52,00 / 52,34 / 52,50) |
|                                                                       |                 |           |                                         |
| Carmen Radenovic Vera Alina Savin                                     | tweemansbob (v) | 15e       | 3.38,27 (54,41 / 54,46 / 54,82 / 54,58) |

### Freestyleskiën
| Olympiër         | Discipline    | Resultaat | Prestatie                                   |
| ---------------- | ------------- | --------- | ------------------------------------------- |
| Ruxandra Nedelcu | ski cross (v) | 33e       | kwalificatie: 33e (1.23,04) - uitgeschakeld |

### Kunstrijden
| Olympiër                        | Discipline | Resultaat | Prestatie                                         |
| ------------------------------- | ---------- | --------- | ------------------------------------------------- |
| Zoltán Kelemen (kunstschaatser) | mannen     | 29e       | 51.95 (korte kür: 51.95, vrije kür: niet bereikt) |

### Langlaufen
| Olympiër                             | Discipline              | Resultaat | Prestatie                                        |
| ------------------------------------ | ----------------------- | --------- | ------------------------------------------------ |
| Petrica Hogiu                        | 15 km vrije stijl (m)   | 57e       | 36.39,5 (+3.03,2)                                |
| Petrica Hogiu                        | 30 km achtervolging (m) | dnf       | niet gefinisht                                   |
| Paul Constantin Pepene               | 15 km vrije stijl (m)   | 37e       | 35.33,7 (+1.57,4)                                |
| Paul Constantin Pepene               | 30 km achtervolging (m) | 29e       | +4.22,7 (klassiek:41.30,3 + vrije stijl:37.38,7) |
| Paul Constantin Pepene               | 50 km klassiek (m)      | dns       | niet gestart                                     |
| Petrica Hogiu Paul Constantin Pepene | teamsprint (m)          | HF        | halve finale-2: 19.09,2 (9e0                     |
|                                      |                         |           |                                                  |
| Monika Gyorgy                        | sprint (v)              | kw.       | kwalificatie: 3.58,32 (+20,27) 44e               |
| Monika Gyorgy                        | 10 km vrije stijl (v)   | 43e       | 27.29,5 (+2.21,1)                                |
| Monika Gyorgy                        | 15 km achtervolging (v) | 55e       | +5.39,4 (klassiek:24.18,9 + vrije stijl:20.52,4) |
| Monika Gyorgy                        | 30 km klassiek (v)      | 47e       | 1:44.03,05 (+13.29,8)                            |

### Rodelen
| Olympiër                    | Discipline | Resultaat | Prestatie                                    |
| --------------------------- | ---------- | --------- | -------------------------------------------- |
| Valentin Cretu              | mannen     | 31e       | 3.19,475 (49,726 / 50,224 / 49,931 / 49,594) |
|                             |            |           |                                              |
| Raluca Strămăturaru         | vrouwen    | 21e       | 2.50,072 (42,475 / 42,198 / 42,815 / 42,584) |
| Mihaela Chiras              | vrouwen    | dnf-2     | (43,494 / 2e run niet gefinisht)             |
| Violeta Strămăturaru        | vrouwen    | dns-1     | niet gestart                                 |
|                             |            |           |                                              |
| Cosmin Chetroiu Ionut Taran | dubbel     | 17e       | 1.24,631 (42,631 / 42,271)                   |
| Paul Ifrim Andrei Anghel    | dubbel     | 20e       | 1.35,473 (43,007 / 42,466)                   |

### Shorttrack
| Olympiër       | Discipline | Resultaat | Prestatie          |
| -------------- | ---------- | --------- | ------------------ |
| Katalin Kristo | 1500 m (v) | 24e       | vr5: 2.36,022 (4e) |

### Skeleton
| Olympiër              | Discipline | Resultaat | Prestatie                               |
| --------------------- | ---------- | --------- | --------------------------------------- |
| Maria Marinela Mazilu | vrouwen    | 19e       | 3.42,92 (57,10 / 57,03 / 58,14 / 55,65) |

Albanië · Algerije · Andorra · Argentinië · Armenië · Australië · Azerbeidzjan · België · Bermuda · Bosnië en Herzegovina · Brazilië · Bulgarije · Canada · Chili · China · Chinees Taipei · Colombia · Cyprus · Denemarken · Duitsland · Estland · Ethiopië · Finland · Frankrijk · Georgië · Ghana · Griekenland · Groot-Brittannië · Hongarije · Hongkong · Ierland · IJsland · India · Iran · Israël · Italië · Jamaica · Japan · Kaaimaneilanden · Kazachstan · Kirgizië · Kroatië · Letland · Libanon · Liechtenstein · Litouwen · Macedonië · Marokko · Mexico · Moldavië · Monaco · Mongolië · Montenegro · Nederland · Nepal · Nieuw-Zeeland · Noord-Korea · Noorwegen · Oekraïne · Oezbekistan · Oostenrijk · Pakistan · Peru · Polen · Portugal · Roemenië · Rusland · San Marino · Senegal · Servië · Slovenië · Slowakije · Spanje · Tadzjikistan · Tsjechië · Turkije · Verenigde Staten · Wit-Rusland · Zuid-Afrika · Zuid-Korea · Zweden · Zwitserland